# Uranyl(VI) fluoride
Uranyl(VI) fluoride (công thức hóa học: UO2F2), một muối của urani, là chất trung gian trong quá trình chuyển đổi urani(VI) fluoride UF6 thành urani oxit hoặc dạng kim loại và là sản phẩm trực tiếp của phản ứng của UF6 với hơi ẩm trong không khí. Nó rất dễ hòa tan trong nước. Uranyl(VI) fluoride cũng hút ẩm và thay đổi màu sắc từ màu cam sáng sang màu vàng sau khi phản ứng với nước. Uranyl(VI) fluoride được báo cáo là bền trong không khí đến 300 ℃, xảy ra sự phân hủy chậm thành U3O8. Khi đun nóng, UO2F2 tỏa ra khí flo độc.
Trong các trường hợp ngẫu nhiên giải phóng UF6, UO2F2, như một hợp chất dạng hạt rắn, có thể lắng đọng trên bề mặt rắn. Phản ứng hóa học tổng thể này có thể được biểu diễn như sau:
UF6 + 2H2O → UO2F2 + 4HF
Những phản ứng này có thể xảy ra cho dù urani(VI) fluoride là chất rắn hay chất khí, nhưng sẽ diễn ra gần như ngay lập tức khi UF6 ở trạng thái khí. Kết quả là axit flohydric và sự hiện diện của nước trong quá trình hình thành của chất rắn (chủ yếu là muối ngậm nước của uranyl fluoride – {\displaystyle {\ce {UO2F2.{\mathit {n}}H2O}}}).

## Độc tính
Giống như bất kỳ muối urani nào khác, nó có tính phóng xạ và cần phải có biện pháp phòng ngừa. Đồng thời nó cũng có độc tính cao. Uranyl(VI) fluoride có tính ăn mòn và có hại khi hít phải, nuốt phải hoặc hấp thụ qua da, có thể gây tử vong. Ảnh hưởng của sự phơi nhiễm có thể xuất hiện muộn.

## Hợp chất khác
UO2F2 còn tạo một số hợp chất với NH3, như UO2F2·2NH3 là chất rắn màu vàng, UO2F2·3NH3 là chất rắn màu đỏ cam hay UO2F2·4NH3 là bột vô định hình màu đỏ cam đậm.
UO2F2 còn tạo một số hợp chất với N2H4, như UO2F2·2N2H4·2H2O là chất rắn màu vàng.
UO2F2 còn tạo một số hợp chất với CO(NH2)2, như UO2F2·CO(NH2)2 và UO2F2·2CO(NH2)2 đều là tinh thể màu vàng đến vàng nhạt. Muối 2-urê dễ tan trong nước.